# Gilberto Gilioli
Gilberto Gilioli (Como, 4 marzo 1902 – Milano, 25 aprile 1985) è stato uno scrittore e antifascista italiano.

## Biografia
Figlio di un colonnello dell'esercito, si laurea in Giurisprudenza all'Università di Pavia ed esercita quindi la professione di avvocato civilista a Milano, entrando in contatto con gli ambienti degli intellettuali socialisti della città. 
Nel 1939 viene costretto al confino a Colfiorito insieme con altri antifascisti, tra cui Lelio Basso, Carlo Venegoni, l'anarchico Tarcisio Robbiati e lo scrittore Remo Fedi. Da questa esperienza, durata oltre un anno, nascerà il suo romanzo Il fuoco sotto la cenere.
Negli anni immediatamente successivi alla Seconda guerra mondiale la sua famiglia ospita nella sua casa milanese l'attivista socialista e femminista Teresita Pasini.
Nel 1950 pubblica il suo volume più noto, Vagabondaggi ideali.
Muore per ictus nel 1985.
È nonno del giornalista Alessandro Gilioli.